# Jurij Petrenko
Jurij Wiktorowytsch Petrenko (ukrainisch Юрій Вікторович Петренко; * 17. November 1977 in Saporischschja) ist ein ehemaliger ukrainischer Handballspieler.
Der 1,85 Meter große und 85 Kilogramm schwere mittlere Rückraumspieler spielte in seiner Heimat ab 1995 für ZTR Saporischschja, mit dem er 1998, 1999, 2000, 2001, 2003, 2004 und 2005 ukrainischer Meister wurde. Ab 2005 lief er für den französischen Verein Dunkerque HBGL in der ersten französischen Liga auf. Ab 2009 stand er für zwei Jahre bei Paris Handball unter Vertrag. Anschließend wechselte er zu Sélestat AHB, wo er bis 2014 spielte. 2018 beendete er seine Laufbahn bei Amiens Handball.
Jurij Petrenko erzielte in mindestens 56 Länderspielen für die ukrainische Nationalmannschaft 141 Tore (Stand: Dezember 2009). Er spielte auch bei den Europameisterschaften 2000, 2002, 2004, 2006 und 2010 sowie den Weltmeisterschaften 2001 und 2007.
Mit der ukrainischen Juniorennationalmannschaft gewann er bei der U-21-Weltmeisterschaft 1997 die Silbermedaille.